# Titularbistum Macon
Das Bistum Macon (italienisch diocesi di Macon, lateinisch Dioecesis Macontana) ist ein Titularbistum der römisch-katholischen Kirche.
Es geht zurück auf ein ehemaliges Bistum in der gleichnamigen antiken Stadt in der römischen Provinz Byzacena bzw. Africa proconsularis in der Sahelregion von Tunesien.
| Titularbischöfe von Macon |                           | |                   |                  |
| Nr.                       | Name                      | Amt | von               | bis              |
| 1                         | Tarcisius Gervazio Ziyaye | Weihbischof in Dedza (Malawi) | 26. November 1991 | 4. Mai 1993      |
| 2                         | Dennis Patrick O’Neil     | Weihbischof in San Bernardino (USA)                                                                                                | 26. Januar 2001   | 17. Oktober 2003 |
| 3                         | Paul Hinder OFMCap        | Weihbischof in Arabien/Apostolischer Vikar von Südliches Arabien (Jemen, Oman, Saudi-Arabien, Vereinigte Arabische Emirate, Katar) | 12. Dezember 2003 |                  |